# Лінія М1 (Будапештський метрополітен)
Лінія М1 (угор. M1-es metróvonal) — найстаріша з чотирьох ліній Будапештського метрополітену. Її відкриття у 1896 році дозволило Будапешту стати першим містом континентальної Європи з метрополітеном. У 1973 році була незначно продовжена. На схемах позначається жовтим кольором.

## Опис
Довжина лінії — 4,4 км, на ній знаходяться 11 станцій. Значна частина лінії від станції Байчі-Жилінські ут до станції Хешек тере прямує центральною вулицею Пешта — проспектом Андраші. Лінія витягнута з південного заходу на північний схід, веде з центру міста у північно-східні райони.
Платформи і рухомий склад «історичної» першої лінії Будапештського метро різко відрізняються від інших трьох ліній. Поїзди на лінії швидше нагадують трамваї, мають розрахункову пасажиромісткість 246 осіб (7 осіб/м²) і складаються з трьох невеликих зчленованих вагонів, за традицією були пофарбовані в жовтий колір. Всі станції з двома береговими платформами, які мають невелику довжину, відповідну 30-метровій довжині поїзда. Станції оформлені в однаковому стилі і мають невелику глибину. Також характерною особливістю лінії є невеликі перегони між станціями — середня довжина перегону 400 метрів.

## Історія
Відкриття метрополітену в Будапешті в 1896 році було частиною програми грандіозних святкувань на честь тисячоліття «здобуття угорцями батьківщини», тобто приходу угорських племен на територію сучасної Угорщини. План спорудження затверджено Національною Асамблеєю в 1870 році, роботи стартували у 1894 році. Будівництво вела німецька компанія Siemens & Halske, будівництво велося відкритим способом. Роботи були виконані за два роки, на будівництві працювало понад 2 тисяч осіб. При роботах використовувалося найсучасніше на той момент обладнання. Урочисте відкриття лінії відбулося 2 травня 1896 року, за присутності імператора Франца Йосифа I.
Перша ділянка, запущена в 1896 році, включала 11 станцій від станції «Гізелла тер» (нині Верешмарті тер) до станції «Артезі фюрде» (нині Сечені фюрде), причому дві останні — «Аллаткерт» і «Сечені Фюрде» розташовувалися на поверхні.
У 1973 році північна частина лінії зазнала перебудову, була споруджена станція «Мексикої ут», яка стала кінцевою, була ліквідована наземна станція «Аллаткерт» (угор. Állatkert), що існувала між станціями «Сечені фюрде» і «Хешек тере», а станція «Сечені фюрде» була перебудована в підземну станцію.

## Галерея

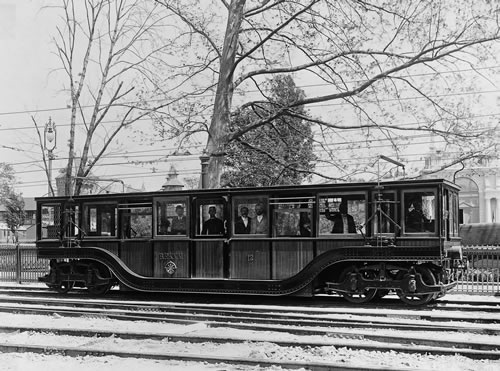
Вагон 1896 року
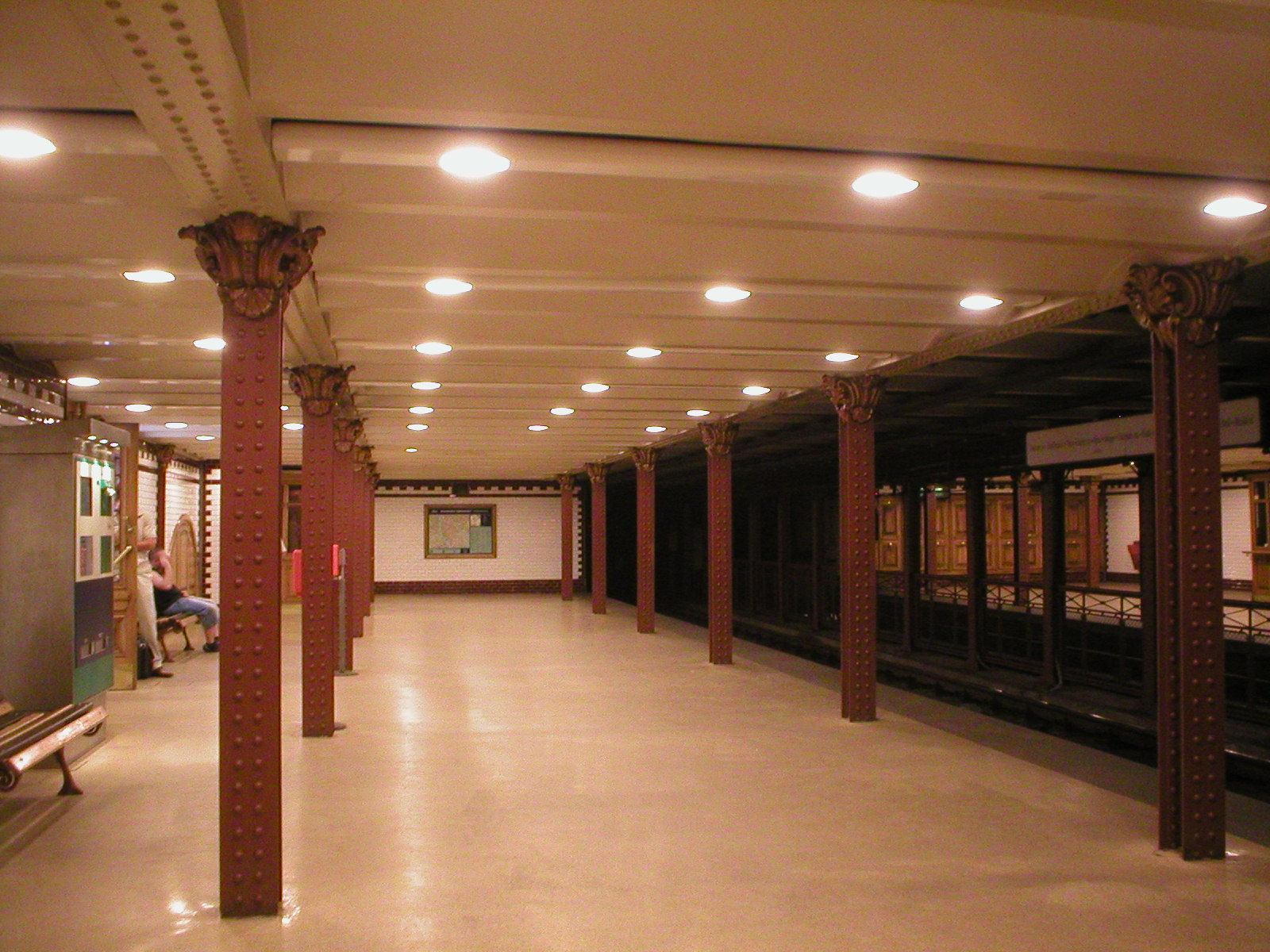
"Опера"
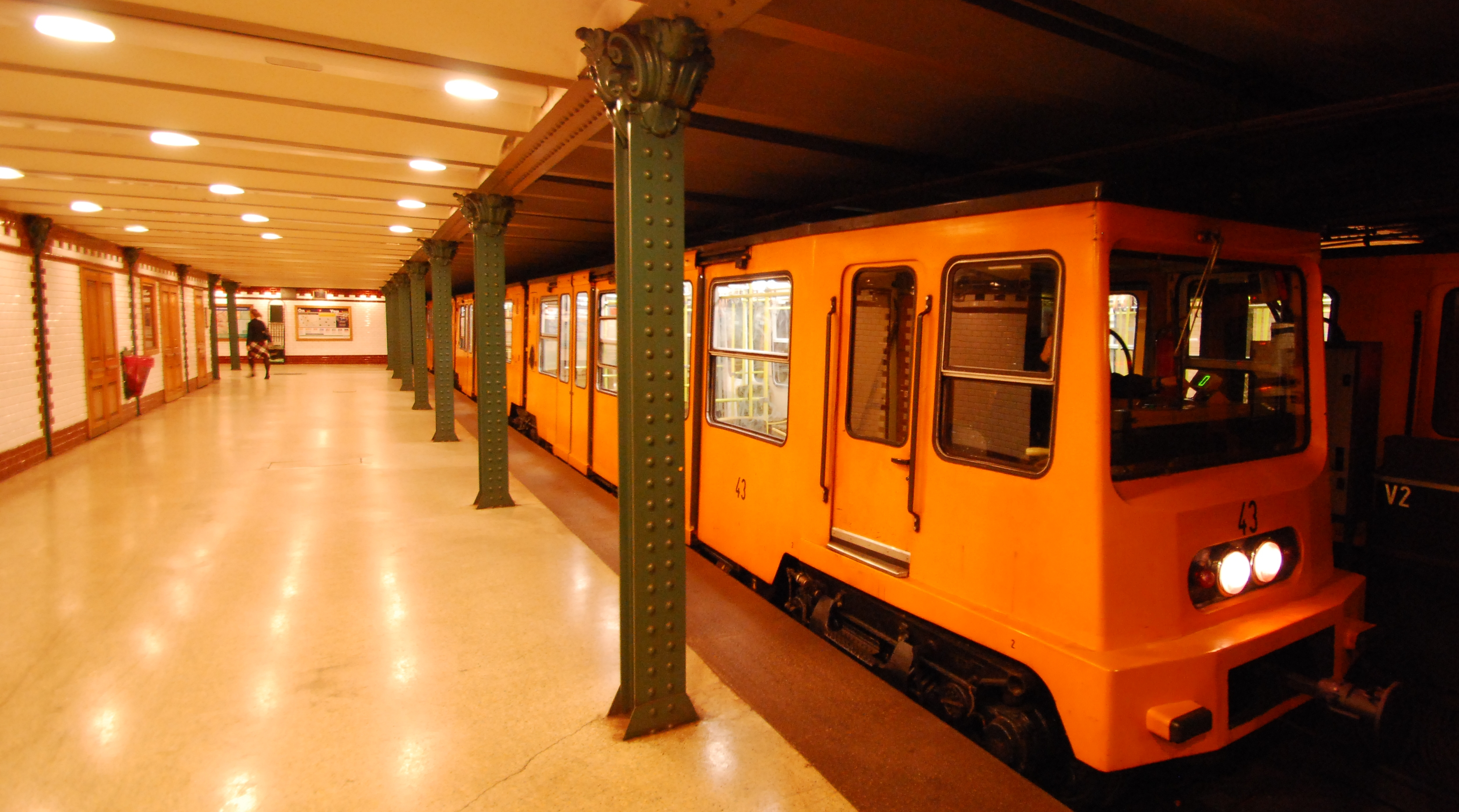
Верешмарті тер
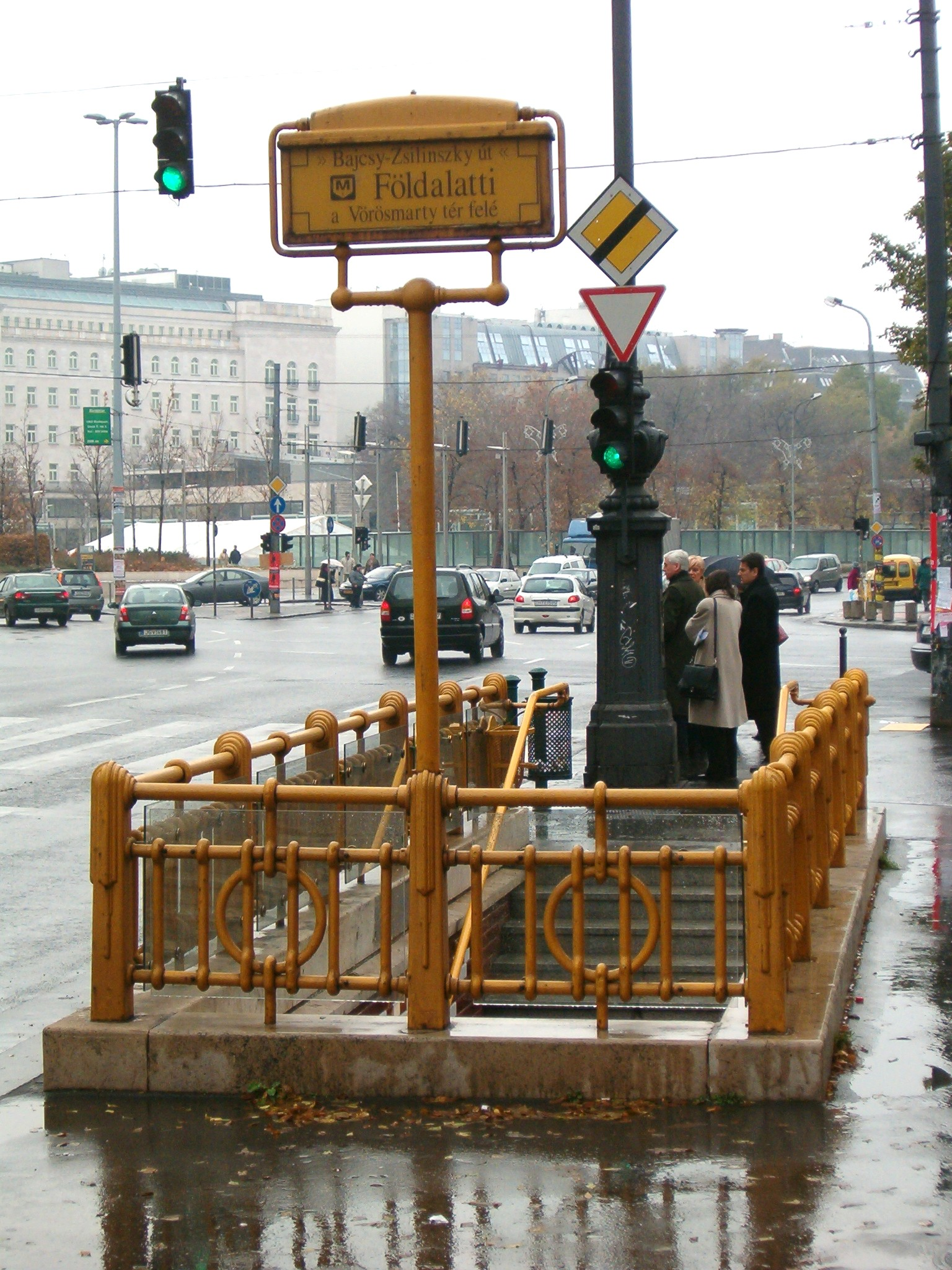
Вхід на станцію